# Wiewiórniczek
Wiewiórniczek (Exilisciurus) – rodzaj ssaków z podrodziny wiewiórczaków (Callosciurinae) w obrębie rodziny wiewiórkowatych (Sciuridae).

## Rozmieszczenie geograficzne
Rodzaj obejmuje gatunki  gatunki występujące na Filipinach oraz w Malezji w stanach Sabah i Sarawak, Indonezji na wyspie Kalimantan i w Brunei.

## Morfologia
Długość ciała (bez ogona) 72–87 mm, długość ogona 40–68 mm; masa ciała 16,5–28,1 g.

## Systematyka
Rodzaj zdefiniował w 1958 roku amerykański zoolog Joseph Curtis Moore w artykule zatytułowanym Nowe rodzaje wschodnio-indyjskich wiewiórek, opublikowanym w czasopiśmie „American Museum novitates”. Gatunkiem typowym jest (oryginalne oznaczenie) wiewiórniczek skromny (E. exilis).

### Etymologia
Exilisciurus: łac. exilis ‘mały, smukły, cienki’, od ex ‘bez’; ile, ilis ‘wnętrzności’; rodzaj Sciurus Linnaeus, 1758 (wiewiórka).

### Podział systematyczny
Wcześniej poniższe gatunki zaliczane były do rodzaju Nannosciurus. Do rodzaju należą trzy gatunki:
| Grafika | Gatunek                 | Autor i rok opisu | Nazwa zwyczajowa         | Podgatunki         | Rozmieszczenie geograficzne | Podstawowe wymiary                             | Status IUCN |
| ------- | ----------------------- | ----------------- | ------------------------ | ------------------ | --- | ---------------------------------------------- | ----------- |
|         | Exilisciurus concinnus  | (O. Thomas, 1888) | wiewiórniczek karłowaty  | gatunek monotypowy | endemit Filipin: Samar, Biliran, Leyte i Bohol na południe do Mindanao i Basilan, wraz z niektórymi wyspami; zakres wysokości: 0–2000 m n.p.m. | DC: około 8,7 cm DO: 6,2–6,8 cm MC: około 28 g | LC          |
|         | Exilisciurus exilis     | (S. Müller, 1838) | wiewiórniczek skromny    | gatunek monotypowy | Borneo i Banggi (Malezja, Indonezja i Brunei); zakres wysokości: do 1700 m n.p.m.                                                              | DC: 7,2–7,3 cm DO: 4–5,1 cm MC: 16,5–17 g      | DD          |
|         | Exilisciurus whiteheadi | (O. Thomas, 1887) | wiewiórniczek pędzelkowy | gatunek monotypowy | góry północnego i zachodniego Borneo w Malezji (Sabah i Sarawak), Indonezji (Kalimantan) oraz Brunei; zakres wysokości: 600–3000 m n.p.m.      | DC: 8,5–8,6 cm DO: 6,3–6,5 cm MC: 22–24 g      | LC          |

Kategorie IUCN:  LC  – gatunek najmniejszej troski,  DD  – gatunki o nieokreślonym stopniu zagrożenia.